# Jacob Yuchtman
Jakob Petrowitsch Juchtman (russisch Яков Петрович Юхтман, englisch Jacob Yuchtman oder Jacob Yukhtman, * 14. Januar 1935 in Taschkent, Sowjetunion; † 26. Januar 1985 in New York, N.Y.) war ein sowjetisch-amerikanischer Schachmeister.
Yuchtman gewann 1953 die Meisterschaft der Ukraine in Kiew. Sein bedeutendster Erfolg in der Sowjetunion war sein Sieg 1959 in der Landesmeisterschaft im Blitzschach. Bei der Ukrainischen Meisterschaft 1964 erzielte er den 2./3. Platz. Gewinnpartien gegen Weltklassespieler wie Michail Tal (bei der UdSSR-Meisterschaft 1959 in Tiflis), Boris Wassiljewitsch Spasski, Viktor Kortschnoi und Isaak Boleslawski zeigten seine Spielstärke.
Anfang der 1970er-Jahre wanderte er zunächst nach Israel und dann in die USA aus. In den USA galt er als einer der stärksten Spieler.
In der Saison 1974/75 gehörte er in der deutschen Schachbundesliga zur Mannschaft von Königsspringer Frankfurt. In dieser Spielzeit besiegte er in einem Mannschaftskampf Robert Hübner.
Seine beste historische Elo-Zahl von 2622 erreichte er im April 1960.
Seit 1975 spielte er zunehmend Backgammon.